# Ondrej Duda
Ondrej Duda (ur. 5 grudnia 1994 w Sninie) – słowacki piłkarz występujący na pozycji pomocnika w saudyjskim klubie Ettifaq FC oraz w reprezentacji Słowacji.
Uczestnik Mistrzostw Europy 2016, 2020 i 2024.

## Kariera klubowa
Wychowanek Košice. 28 lutego 2014 podpisał 4,5–letni kontrakt z Legią Warszawa. W barwach warszawskiego klubu zadebiutował 9 marca 2014 w meczu ze Śląskiem Wrocław. Pierwszą bramkę strzelił w swoim drugim meczu, trafiając w zremisowanym 2:2 spotkaniu z Wisłą Kraków. 20 lipca 2016 podpisał pięcioletni kontrakt z niemieckim klubem Hertha BSC i otrzymał numer 10 na koszulce meczowej. 16 września został zawodnikiem 1. FC Köln, z którym podpisał kontrakt do czerwca 2024.
29 stycznia 2023 na zasadzie wypożyczenia przeszedł do Hellasu Verona, a 22 lipca został definitywnie wykupiony przez Hellas od 1. FC Köln, po tym jak włoski klub utrzymał się w lidze. Pierwszą bramkę dla Hellasu Verona zdobył 26 sierpnia w wygranym 2:1 meczu z Romą.
W lipcu 2025 został piłkarzem saudyjskiego Ettifaq FC.

## Kariera reprezentacyjna
W reprezentacji Słowacji zadebiutował 18 listopada 2014 w wygranym 2:1 meczu towarzyskim z Finlandią. Swoją pierwszą bramkę w reprezentacji zdobył w meczu towarzyskim z Czechami (1:0) w marcu 2015.  Został powołany przez selekcjonera Jána Kozáka na Mistrzostwa Europy 2016. 11 czerwca 2016 w debiucie na mistrzostwach Europy we Francji, podczas meczu z Walią, zdobył wyrównującą bramkę na 1:1. 14 listopada 2021 skompletował hat-tricka w wygranym 6:0 meczu eliminacji do MŚ z Maltą.

## Statystyki kariery
(aktualne na dzień 14 kwietnia 2021)
| Klub                      | Sezon              | Liga               | Liga  | Liga   | Puchar kraju | Puchar kraju | Europa | Europa | Suma  | Suma   |
| Klub                      | Sezon              | Liga               | Mecze | Bramki | Mecze        | Bramki       | Mecze  | Bramki | Mecze | Bramki |
| ------------------------- | ------------------ | ------------------ | ----- | ------ | ------------ | ------------ | ------ | ------ | ----- | ------ |
| Košice                    | 2012/13            | 1. liga            | 14    | 0      | 3            | 1            | –      | –      | 17    | 1      |
| Košice                    | 2013/14            | 1. liga            | 19    | 5      | 2            | 0            | –      | –      | 21    | 5      |
| Košice                    | Ogólnie            | Ogólnie            | 33    | 5      | 5            | 1            | 0      | 0      | 38    | 6      |
| Legia Warszawa            | 2013/14            | Ekstraklasa        | 12    | 3      | 0            | 0            | 0      | 0      | 12    | 3      |
| Legia Warszawa            | 2014/15            | Ekstraklasa        | 27    | 5      | 5            | 0            | 12     | 3      | 44    | 8      |
| Legia Warszawa            | 2015/16            | Ekstraklasa        | 27    | 2      | 5            | 1            | 11     | 2      | 43    | 5      |
| Legia Warszawa            | 2016/17            | Ekstraklasa        | 1     | 0      | 0            | 0            | 1      | 0      | 2     | 0      |
| Legia Warszawa            | Ogólnie            | Ogólnie            | 67    | 10     | 10           | 1            | 24     | 5      | 101   | 16     |
| Hertha BSC                | 2016/17            | Bundesliga         | 3     | 0      | 0            | 0            | 0      | 0      | 3     | 0      |
| Hertha BSC                | 2017/18            | Bundesliga         | 17    | 1      | 2            | 0            | 4      | 0      | 23    | 1      |
| Hertha BSC                | 2018/19            | Bundesliga         | 32    | 11     | 3            | 0            | –      | –      | 35    | 11     |
| Hertha BSC                | 2019/20            | Bundesliga         | 7     | 0      | 2            | 1            | –      | –      | 9     | 1      |
| Hertha BSC                | Ogólnie            | Ogólnie            | 59    | 12     | 7            | 1            | 4      | 0      | 70    | 13     |
| Norwich City F. C. (wyp.) | 2019/20            | Premier League     | 10    | 0      | 2            | 0            | –      | –      | 12    | 0      |
| Norwich City F. C. (wyp.) | Ogólnie            | Ogólnie            | 10    | 0      | 2            | 0            | 0      | 0      | 12    | 0      |
| Hertha BSC                | 2020/21            | Bundesliga         | 0     | 0      | 1            | 0            | –      | –      | 1     | 0      |
| Hertha BSC                | Ogólnie            | Ogólnie            | 0     | 0      | 1            | 0            | 0      | 0      | 1     | 0      |
| 1. FC Köln                | 2020/21            | Bundesliga         | 32    | 7      | 2            | 0            | –      | –      | 34    | 7      |
| 1. FC Köln                | Ogólnie            | Ogólnie            | 32    | 7      | 2            | 0            | 0      | 0      | 34    | 7      |
| Ogólnie w karierze        | Ogólnie w karierze | Ogólnie w karierze | 201   | 34     | 27           | 3            | 28     | 5      | 256   | 42     |

## Sukcesy

### FC VSS Košice
- Puchar Słowacji: 2013/14

### Legia Warszawa
- Mistrzostwo Polski: 2013/2014, 2015/2016
- Puchar Polski: 2014/2015, 2015/2016